# Victòria Adelaida de Schleswig-Holstein-Sondenburg-Glücksburg
Victòria Adelaida de Schleswig-Holstein-Sondenburg-Glücksburg, duquessa de Saxònia-Coburg Gotha (Grünholz 1885 - Coburg 1970) va ser princesa de l'antiga casa principesa alemanya Schleswig-Holstein de la branca dels Glücksburg amb el tractament d'altesa, que per matrimoni esdevingué l'última duquessa consort del ducat de Saxònia-Coburg Gotha.

## Duquesa de Saxònia-Coburg Gotha
Al llarg de la Primera Guerra Mundial, els ducs de Saxònia-Coburg Gotha romangueren fidels al kàiser i a Alemanya i en conseqüència l'any 1917 perderen tots els seus títols anglesos entre els quals es podia comptabilitzar el ducat d'Albany i el títol de prínceps dels Regne Unit amb grau d'altesa reial, a més a més la família ducal abandonà Alemanya i s'instal·là a Àustria.
Malgrat tot, aviat retornaren a Coburg on s'instal·laren. Amb la proclamació de la República de Weimar, els ducs de Saxònia-Coburg Gotha esdevingueren ciutadans no públics, però, a canvi van rebre importantíssimes compensacions i se'ls permeté mantindre nombroses propietats entre els quals destacaven nombrosos castells i finques forestals. Gràcies a aquestes compensacions, els Saxònia-Coburg Gotha mantingueren un estatus important i una certa influència política.
Tant Victòria Adelaida com el seu espòs col·laboraren activament amb el règim nacionalsocialista d'Adolf Hitler. Carles Eduard s'involucrà intensament amb el moviment nacionalsocialista des de la Creu Roja alemanya fins al Front Harzburg. Per la qual cosa perduda la guerra per Alemanya foren sotmesos a un tribunal de desnazificació que posà sota segrest una gran part de les seves propietats. Algunes de les seves finques més importants van ser confiscades per la República Federal d'Alemanya. L'any 1945, l'Exèrcit Roig va confiscar totes les propietats de la zona de Gotha.
A més a més, Carles Eduard fou acusat per les tropes d'alliberament estatunidenques de col·laboració amb el nacionalsocialisme. Va ser condemnat a quatre anys d'internament en un camp de desnazificació i l'expropiació de gran part de les propietats a Coburg. Carles Eduard començà a desenvolupar un càncer de pell que sumat a la pobresa material feu que Victòria Adelaida i el seu espòs visquessin moments. Expulsats del Castell del Veste hagueren d'instal·lar-se a una caseta del jardí de la propietat. Els problemes de salut del duc Carles Eduard i l'escassesa d'aliments van fer que havien, com quasi tots els alemanys de l'època, viure del racionament de les autoritats. La parella ducal es traslladà a Àustria on van viure fins al 1954 quan el duc va morir del càncer en un estat de misèria econòmica. Posteriorment la duquessa viuda es traslladà de nou a Coburg on morí el dia 8 d'octubre de l'any 1970. Un dels seus descendents és el rei Carles XVI Gustau de Suècia.

## Família
Nascuda a Grünholz el dia 31 de desembre de 1885, al castell de Glücksburg al ducat de Holstein a la frontera germanodanesa, era filla del duc Frederic Ferran de Schleswig-Holstein-Sondenburg-Glücksburg i de la princesa Carolina Matilde de Schleswig-Holstein-Sondenburg-Augustenburg. Victòria Adelaida era neta per via paterna del duc Frederic de Schleswig-Holstein-Sondenburg-Glücksburg i de la princesa Adelaida de Schaumburg-Lippe; mentre que per via materna ho era del duc Frederic de Schleswig-Holstein-Sondenburg-Augustenburg i de la princesa Adelaida de Hohenlohe-Langenburg.
El dia 11 d'octubre de 1905 contragué matrimoni amb el príncep Carles Eduard del Regne Unit a Coburg. Carles Eduard era fill del príncep Leopold del Regne Unit i de la princesa Helena de Waldeck-Pyrmont. Carles Eduard era duc de Saxònia-Coburg Gotha essent l'hereu del seu oncle, el príncep Alfred del Regne Unit. La parella, establerta a Coburg, tingué cinc fills:
- SAR el príncep Joan Leopold de Saxònia-Coburg Gotha, nascut a Castell de Calenberg el 1906 i mort a Grein (Àustria) 1972. Es casà a Dresden el 1932 amb la baronessa Feodora von der Horst, per casar-s'hi renuncià als seus drets sobre el petit ducat, de qui es divorcià el 1962. Es casà en segones núpcies amb Maria Theresia Reindl el 1963 a Bad Reichenhall.[2]

- SAR la princesa Sibil·la de Saxònia-Coburg Gotha, nascuda al Castell de Freidenstein el 1907 i morta a Estocolm el 1972. Es casà a Coburg el 1932 amb el príncep Gustau Adolf de Suècia.[2]

- SAR el príncep Humbert de Saxònia-Coburg Gotha, nascut al Castell de Reinhardsbrunn el 1909 i mort a Romania en el marc de la Segona Guerra Mundial el 1943.[2]

- SAR la princesa Carolina Matilde de Saxònia-Coburg Gotha, nada al Castell de Callenberg el 1912 i morta a Erlangen el 1983. Es casà el 1931 a Coburg amb el comte Frederic Volgang de Castell-Rüdenhausen de qui es divorcià el 1938. En segones núpcies es casà a Berlín el 1938 amb Max Schnirring. En terceres núpcies es casà amb Karl Otto André a Coburg el 1948 i de qui es divorcià un any després.[2]

- SAR el príncep Frederic Josué de Saxònia-Coburg Gotha, nat al Castell de Callenberg el 1918 i mort a Grein (Àustria) el 1998. Es casà a Kassel el 1942 amb la comtessa Victòria de Solm-Baruth. En segones núpcies a San Francisco el 1948 amb Denyse Henriette de Muralt de qui es divorcià el 1964. En terceres núpcies es casà a Hamburg el 1964 amb Katrin Bremme.[2]